# Lucien Laroyenne
Lucien Pierre Laroyenne, né le 17 novembre 1831 à Vienne et mort à Lyon le 13 octobre 1902, est un médecin français.

## Biographie
Lucien Pierre Laroyenne est chirurgien en chef (chirurgien major) de l'hôpital de la Charité de Lyon en 1865 et occupe la chaire de gynécologie à la faculté de médecine de Lyon en 1876. Il fut le créateur de la chirurgie gynécologique à Lyon.
Il est chirurgien dans l'Armée française pendant la guerre de 1870 en tant que chirurgien en chef adjoint à la 1re ambulance lyonnaise de l'armée des Vosges, de la Loire et de l'Est. 
Il mit au point entre autres un procédé chirurgical pour l'hystéropexie et publia de nombreuses études médicales. Il fut correspondant de l'Académie de Médecine, président de la Société des sciences médicale de Lyon, membre de la Société de Chirurgie de Lyon. Il est le premier chirurgien d'une grande lignée de la chirurgie lyonnaise. Il était contemporain du Pr Louis Ollier.

### Son fils
Il est le père du docteur Lucien Antoine Marcellin Laroyenne (1876 - 1950), professeur agrégé à la faculté de Lyon et chirurgien chef de l'hôpital Saint-Luc (Lyon) qui a été chirurgien dans l'Armée française pendant 4 ans lors de la Première Guerre mondiale (chevalier de la Légion d'honneur, croix de guerre 1914-1918 avec 2 étoiles de bronze, officier dans l'ordre des Palmes académiques). Il sauva de l'amputation de la jambe le cinéaste Jean Renoir en avril 1915. Il fut membre de l'Académie de Chirurgie de Lyon et membre de la Société Internationale de Chirurgie Orthopédique et Traumatologique.

### Son petit-fils
Lucien Henri Laroyenne (1921 - 2002), chirurgien à Orange (Vaucluse). Il est le fondateur de la Clinique du Parc (Orange). Ancien interne des hôpitaux de Lyon, membre de la Société Internationale de Chirurgie et membre du club Ambroise Paré, il était chevalier de la légion d'honneur. Il est le beau-frère d'un aviateur mort pour la France, le capitaine Joseph Rollier (1913 - 1944),.

### Son arrière-petit-fils
Lucien Jacques Laroyenne (1952 - 1992), chirurgien à la Clinique du Parc (Orange), ancien interne et ex-chef de clinique des hôpitaux de Lyon. Il avait obtenu, fait rare, les deux qualifications gynécologique et viscérale à la faculté de médecine de Lyon. Il est décédé dans un accident d'automobile à Orange dans sa quarantième année.

## Décorations et hommages
- Chevalier de la Légion d'honneur[8] (11 mars 1872 - JO du 9 avril 1872)
- Officier de l'ordre des Palmes académiques (officier de l'Instruction publique[9])
- Un buste du Professeur Laroyenne est présent dans le jardin de la bibliothèque municipale de Lyon[10].